# Wod-Kan

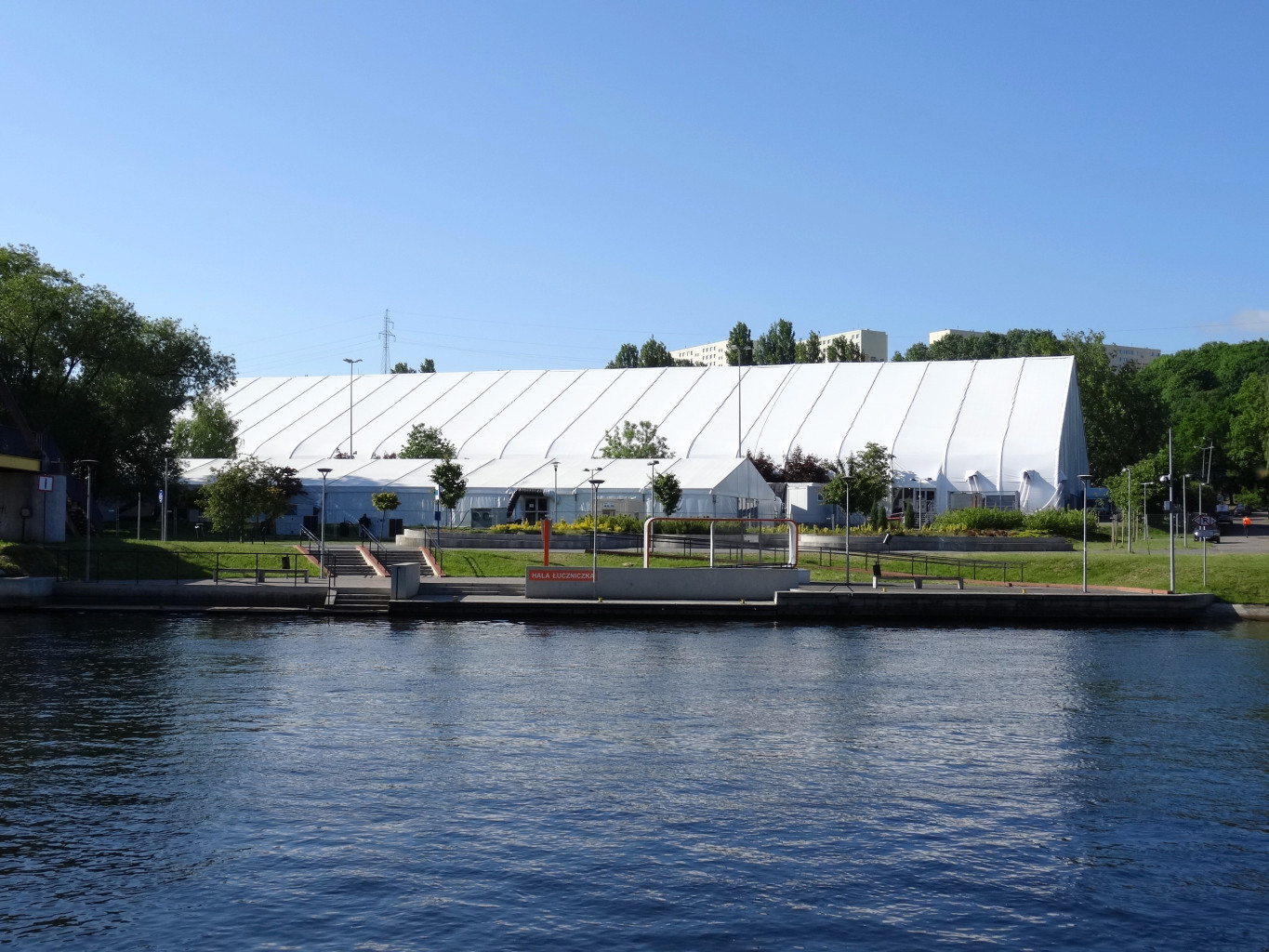
Targi Wod-Kan znad Brdy (lokalizacja w parku Centralnym)

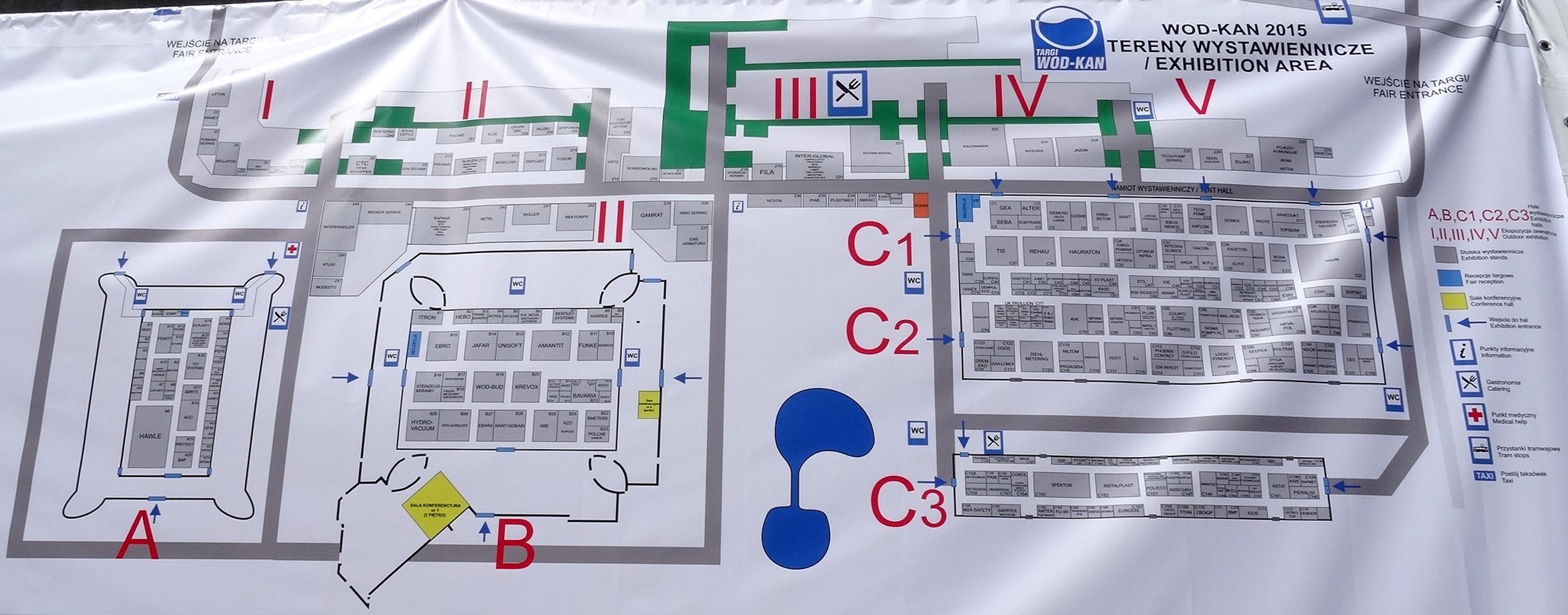
Tereny wystawiennicze Wod-Kan 2015

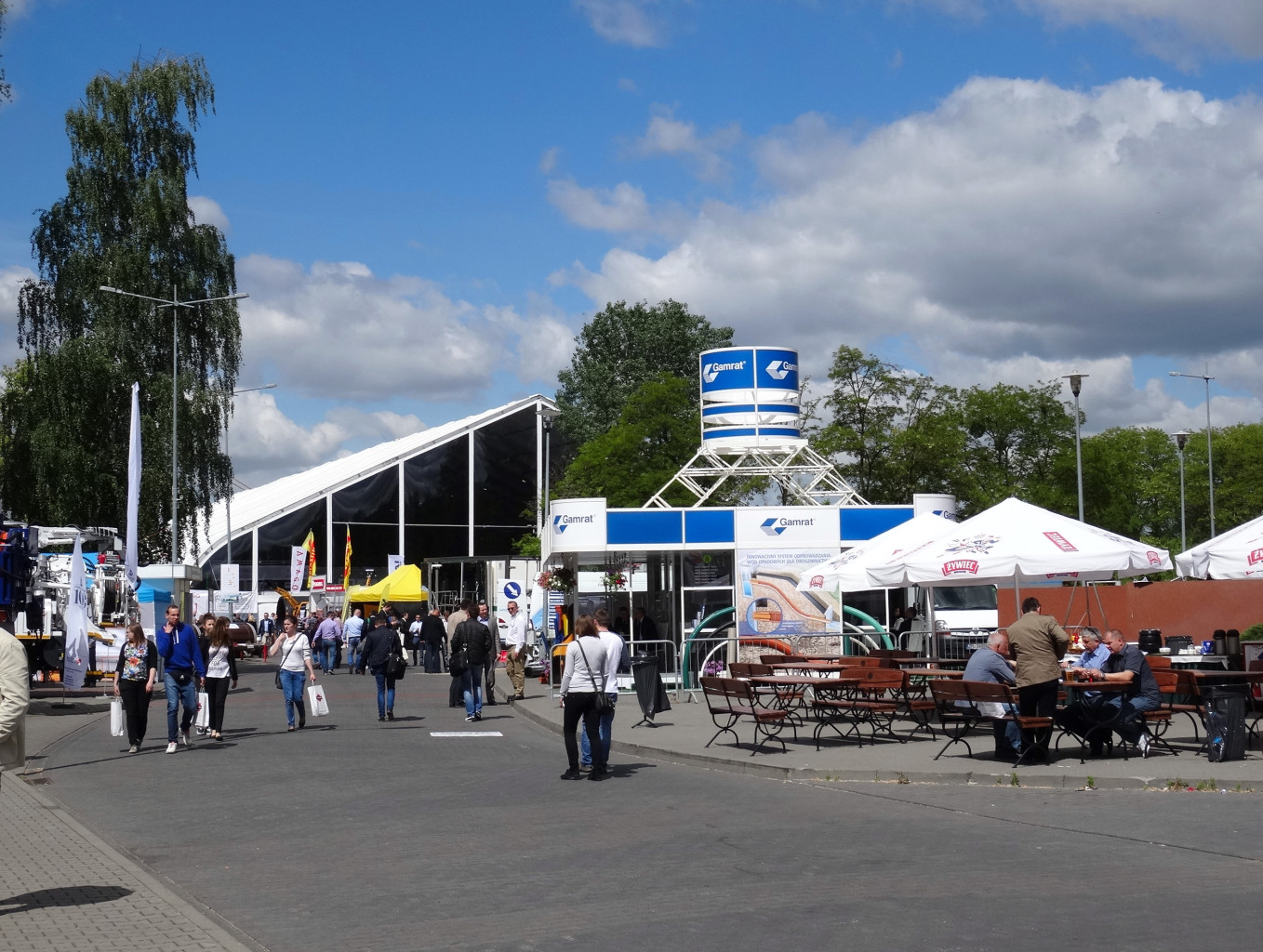
Wod-Kan 2015

Międzynarodowe Targi Maszyn i Urządzeń dla Wodociągów i Kanalizacji „Wod-Kan” – największe w Polsce i jedne z większych w Europie targi branży wodociągowo-kanalizacyjnej, odbywające się od 1993 corocznie w maju w Bydgoszczy.

## Charakterystyka
Targi Wod-Kan organizowane są w odpowiedzi na zapotrzebowanie sektora wodociągowo-kanalizacyjnego. Uczestniczą w nich firmy polskie i zagraniczne, będące producentami i usługodawcami na rzecz branży, komunalne przedsiębiorstwa wodociągowo-kanalizacyjne zaopatrujące w wodę miasta i gminy, przedsiębiorstwa zajmujące się ochroną środowiska, w szczególności oczyszczaniem ścieków. Wystawom towarzyszą konferencje, dyskusje, spotkania biznesowe i towarzyskie. Targi są profesjonalną platformą dla specjalistów, pozwalającą na zapoznanie się z najnowszymi technologiami. Organizatorem targów jest Izba Gospodarcza „Wodociągi Polskie” założona w 1992 w Bydgoszczy. Co roku w targach uczestniczy blisko 400 wystawców oraz 10 tys. osób zwiedzających.
Wstęp dla zwiedzających targi jest bezpłatny.

## Zakres tematyczny
- systemy i urządzenia służące uzdatnianiu wody
- systemy i urządzenia służące do oczyszczania ścieków
- urządzenia pomiarowe stacji, technika pomiarów, regulacji i analiz
- maszyny i urządzenia służące do budowy, naprawy i utrzymania sieci wod-kan
- pompy, mieszadła, armatura wodna
- regeneracja sieci wodociągowych i kanalizacyjnych oraz studni głębinowych
- rury, studnie i kształtki do budowy sieci wod-kan
- pojazdy specjalistyczne
- sprzęt zabezpieczający oraz ratowniczy
- programy komputerowe dla firm wod-kan w zakresie zarządzania ekonomicznego i infrastrukturą techniczną
- działalność wydawnicza, szkoleniowa i konsultingowa

## Lokalizacja
Od początku siedzibą targów jest Bydgoszcz. Od 2002 organizowano je najczęściej na terenach zielonych otaczających halę widowiskowo-sportową Łuczniczka w pobliżu Brdy i centrum miasta. Kilka edycji odbyło się również w Myślęcinku na terenie sezonowego centrum wystawienniczego. W 2015 targi miały miejsce w halach: Łuczniczka i Artego Arena. Od 2016 odbywają się w nowo wzniesionym Bydgoskim Centrum Targowo-Wystawienniczym przy ul. Gdańskiej 187 na obrzeżach Leśnego Parku Kultury i Wypoczynku „Myślęcinek”.

## Historia
Pierwsze targi Wod-Kan odbyły się w 1993 roku. W ciągu kilku lat stały się one największymi w Polsce i jednymi z większych w Europie targów branżowych dotyczących sieci wodociągowych, kanalizacyjnych i ochrony środowiska. Rozwojowi branży służyło wejście Polski do Unii Europejskiej w 2004 oraz realizacja przez miasta i gminy kompleksowych programów przebudowy sieci wodociągowo-kanalizacyjnych finansowanych z funduszy UE. W kolejnych latach inwestycje w sektorze wod-kan wynosiły kilkanaście mld złotych.

### Wod-Kan 2014
W XXII Międzynarodowych Targach Maszyn i Urządzeń dla Wodociągów i Kanalizacji „Wod-Kan” 2014 brało udział 370 firm, w tym 91 po raz pierwszy i 60 z zagranicy, w tym uczestników z: Niemiec, Wielkiej Brytanii, Francji, Czech, Chin, Słowacji, Włoch, Finlandii, Litwy, Hiszpanii, Belgii, Holandii, Irlandii oraz Stanów Zjednoczonych. Łączna powierzchnia wystaw przekraczała 15 tys. m², co czyniło ją największą w kraju i mniejszą jedynie od niemieckich targów Wasser w Berlinie. Izba Gospodarcza „Wodociągi Polskie” zorganizowała konferencję „Odnawialne Źródła Energii – szansa dla branży?”, w której brali udział przedstawiciele rządu, izby i przedstawiciele nauki.
Nagrody Grand Prix Targów „Wod-Kan” 2014 otrzymały firmy:
- ABB – przepływomierz elektromagnetyczny AquaMaster 3,
- Wavin Metalplast-Buk – biologiczna oczyszczalnia ścieków BioKem w technologii SBR dla zastosowań przydomowych,
- Dynamik Filtr Nocoń i Wspólnicy – sitopiaskownik Autosep DF Multi SB/SP/KP.

### Wod-Kan 2015
W XXIII Międzynarodowych Targach Maszyn i Urządzeń dla Wodociągów i Kanalizacji „Wod-Kan” 2015 brało udział 380 firm, w tym 76 z zagranicy z: Niemiec, Czech, Słowacji, Ukrainy, Litwy, Francji, Włoch, Hiszpanii, Portugalii, Wielkiej Brytanii, Holandii, Belgii, Irlandii, Szwajcarii, Chin. Liczba zwiedzających przekroczyła 10 tys. Izba Gospodarcza „Wodociągi Polskie” zorganizowała liczne konferencje, w tym „Plany bezpieczeństwa wody – sytuacja w kraju i w Europie”.
Nagrody Grand Prix Targów „Wod-Kan” 2015 otrzymały firmy:
- Seen Technologie, Warszawa – instalacja termicznej mineralizacji osadów ściekowych SGF 1000
- KartGIS, Warszawa – KartMobile: mobilny system GIS (C98)
- Hydro-Vacuum, Grudziądz – pompa zatapialna typu FZ do tłoczenia ścieków zawierających elementy ścierne i mineralne

### Galeria Wod-Kan 2015

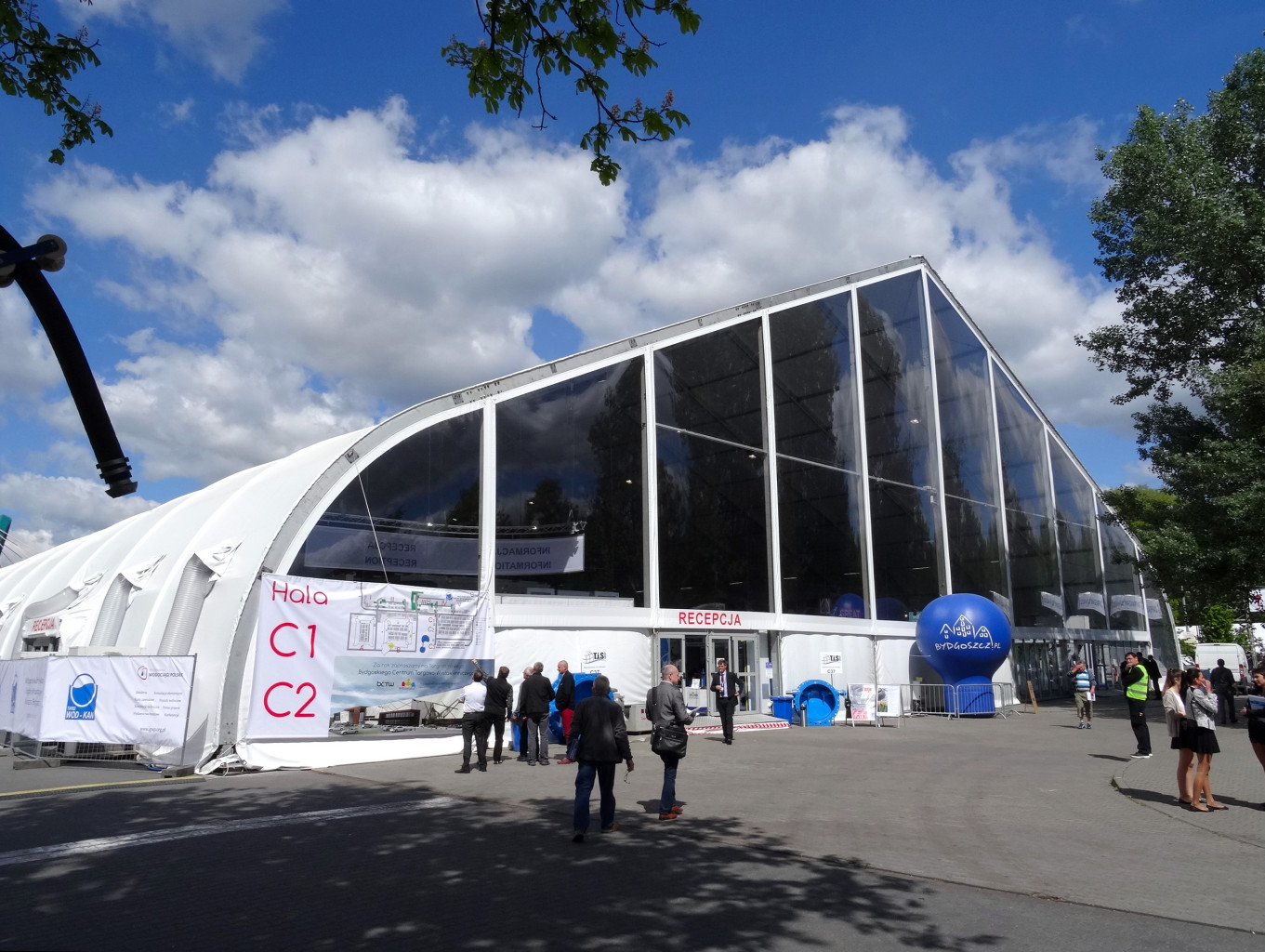
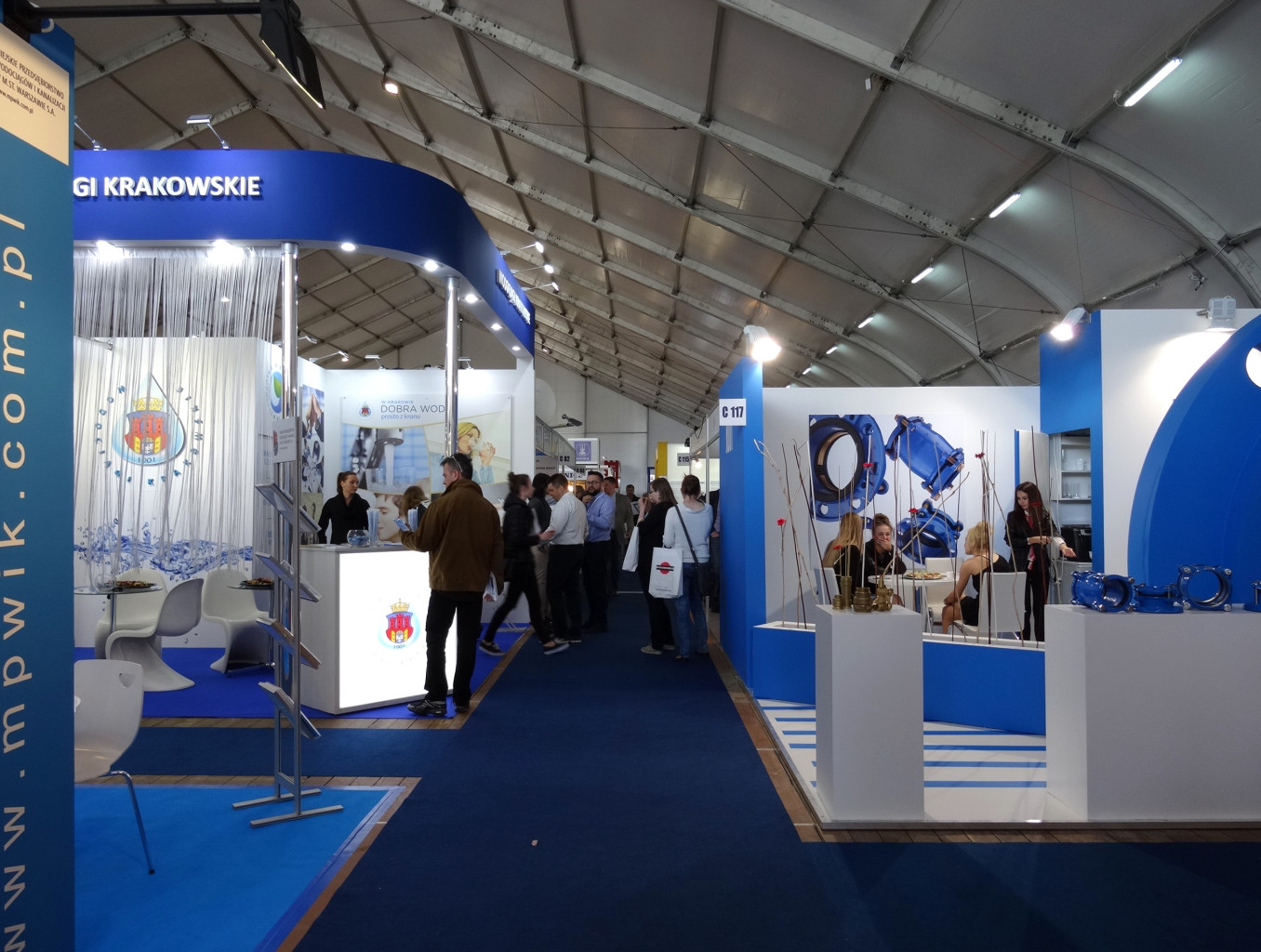
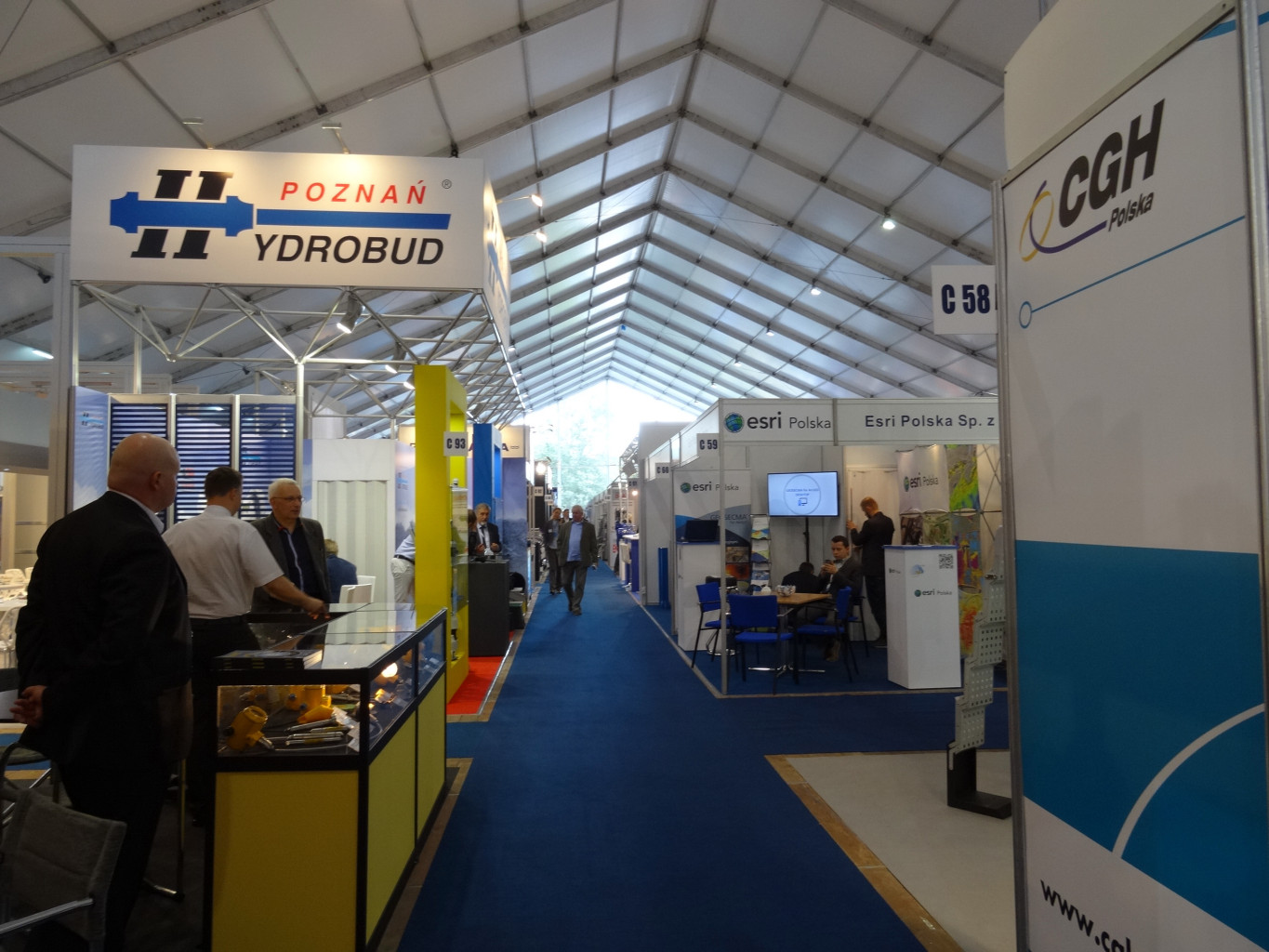
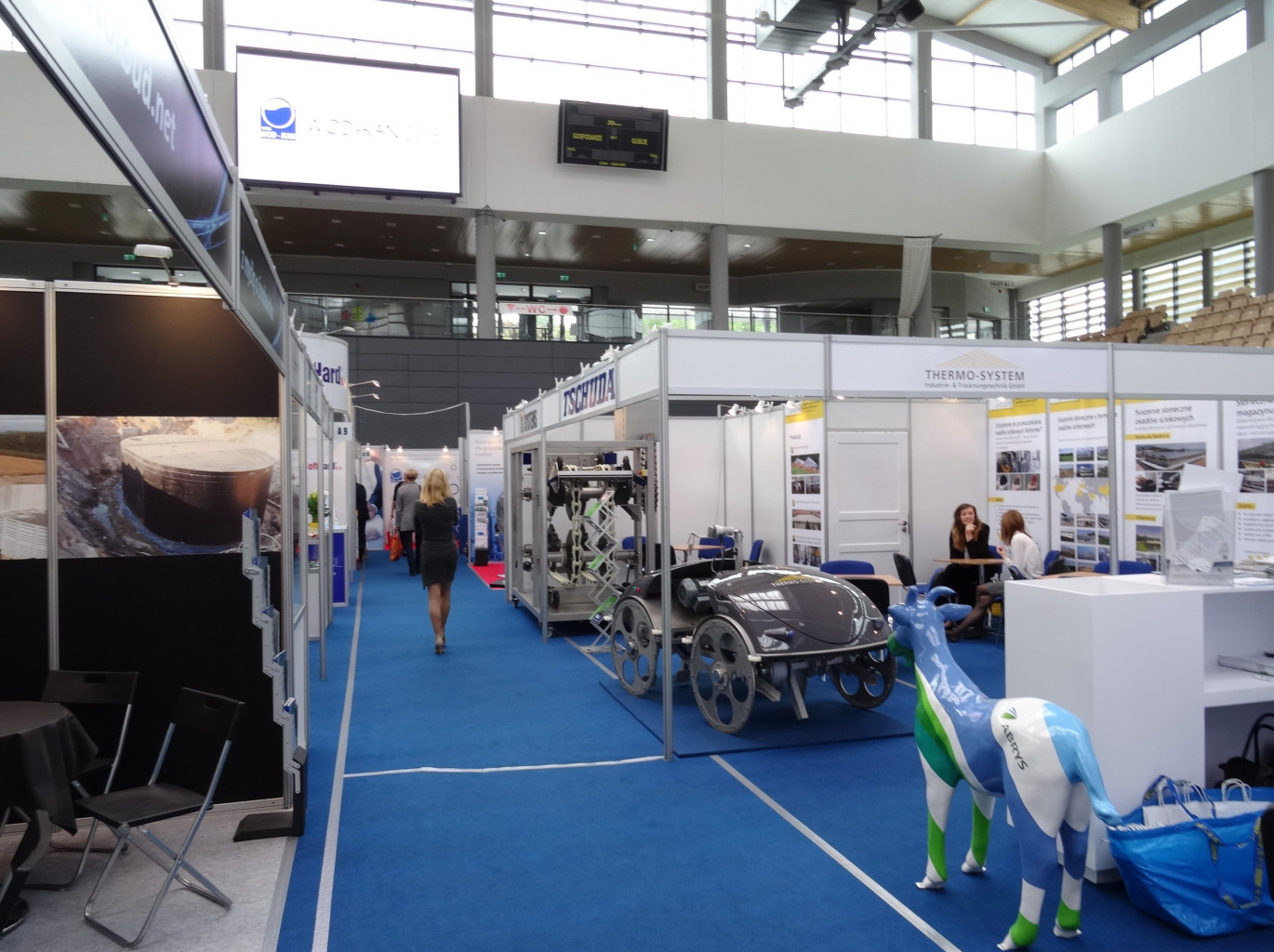
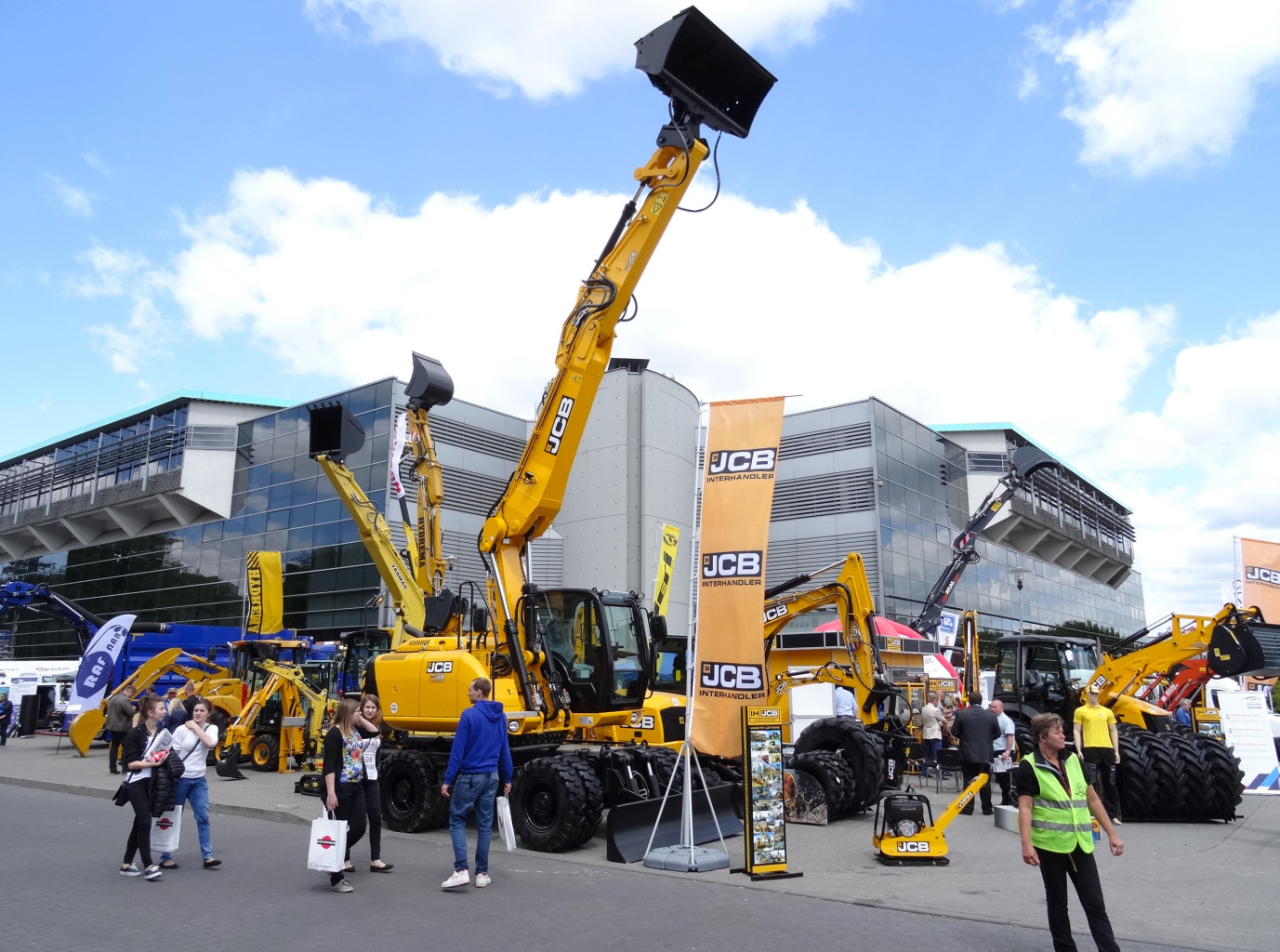
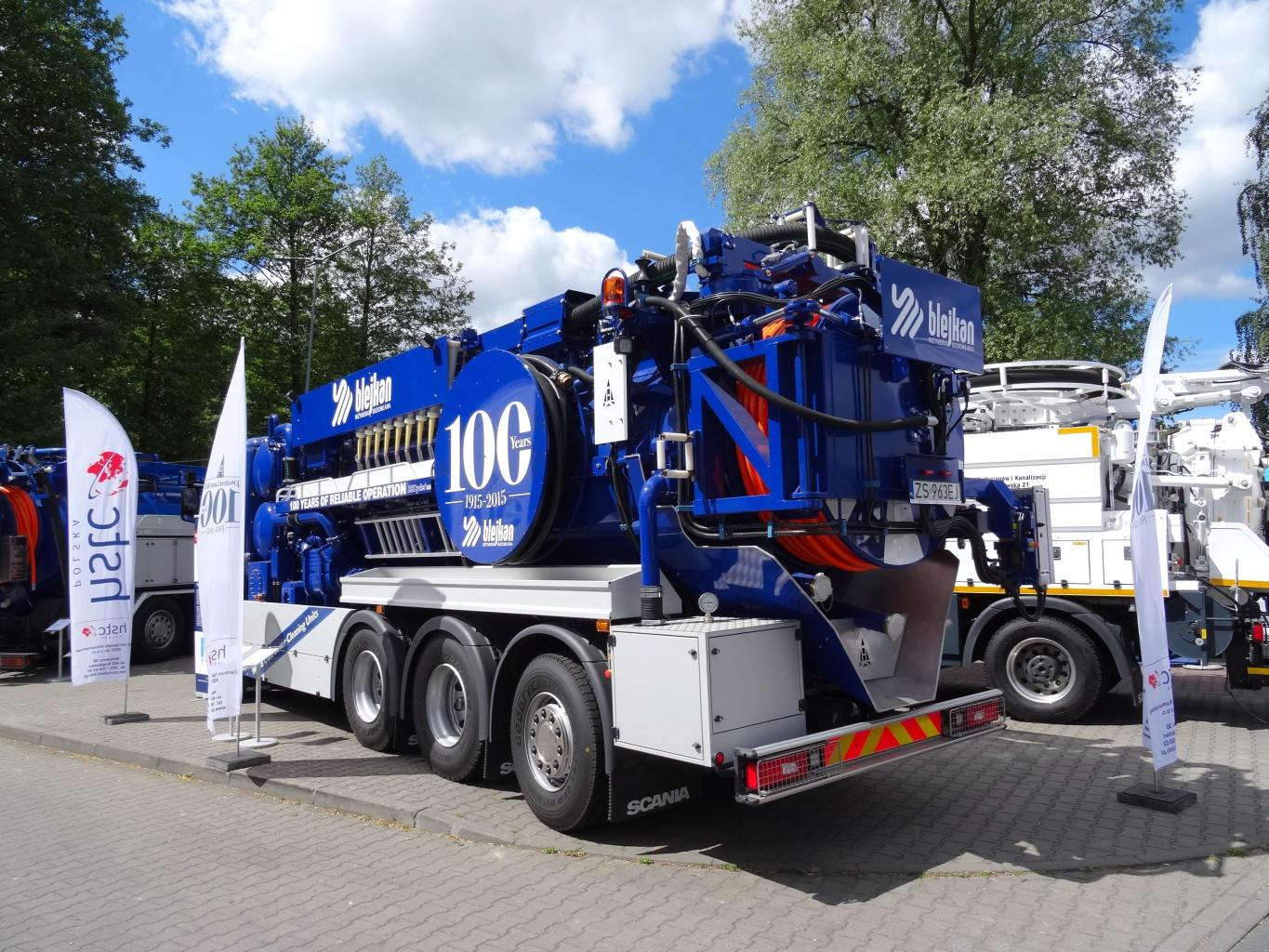